# Stranik
Stranik (nemško Stranig) je naselje občine Cirkno v okraju Šmohor na Koroškem v Avstriji.